# Hard Candy (album av Counting Crows)
Hard Candy är det amerikanska rockbandet Counting Crows fjärde studioalbum. Skivan släpptes 2002 av Geffen Records. 
Albumet gästas bland annat av Ryan Adams (sång på "Butterfly in Reverse") och Sheryl Crow (sång på "American Girls").
Hard Candy blev femma på Billboard 200 och nia på UK Albums Chart.

## Låtlista
1. "Hard Candy" (Adam Duritz/Charlie Gillingham/Dan Vickrey) - 4:20
2. "American Girls" (Adam Duritz) - 4:32
3. "Good Time" (Adam Duritz) - 4:24
4. "If I Could Give All My Love -or- Richard Manuel Is Dead" (Adam Duritz/Charlie Gillingham/David Immerglück/Matt Malley/Dan Vickrey) - 3:52
5. "Goodnight L.A." (Adam Duritz) - 4:17
6. "Butterfly in Reverse" (Ryan Adams/Adam Duritz/Charlie Gillingham) - 2:48
7. "Miami" (Adam Duritz/Charlie Gillingham/David Immerglück) - 5:01
8. "New Frontier" (Adam Duritz) - 3:51
9. "Carriage" (Adam Duritz) - 4:04
10. "Black and Blue" (Adam Duritz) - 3:53
11. "Why Should You Come When I Call" (Adam Duritz/Charlie Gillingham) - 4:38
12. "Up All Night (Frankie Miller Goes to Hollywood)" (Adam Duritz) - 5:07
13. "Holiday in Spain" (Adam Duritz) - 8:47
14. "Big Yellow Taxi" (Joni Mitchell) - 3:46 (Dolt spår)